# Zoo Sauvage de Saint-Félicien
Koordinaten: 48° 40′ 56″ N, 72° 30′ 40″ W
Der Zoo Sauvage de Saint-Félicien ist ein Zoo, der sich in Saint-Félicien in der kanadischen Provinz Québec befindet. Er wurde 1960 eröffnet und ist Mitglied der Canadian Association of Zoos and Aquariums (CAZA).

## Geschichte
1960 wurde auf dem Gelände einer ehemaligen Fuchsfarm von einigen privaten Investoren ein Tierpark unter  dem Namen Jardin zoologique de St. Félicien ins Leben gerufen und nach und nach mit unterschiedlichen Tierarten bestückt. Durch Landerwerb wurde der Zoo im Laufe der Jahre erheblich vergrößert. Aufgrund verschärfter Vorgaben für die Tierhaltung wurden die Tiergehege nach und nach modernisiert, Gitter wurden großenteils entfernt und stattdessen Freiflächen mit Wassergräben geschaffen. In den 1980er Jahren trennt sich der Zoo von fast allen exotischen Tieren, konzentrierte sich stattdessen auf die Tierarten des Borealen Nadelwalds und nannte sich Zoo Sauvage de St-Félicien.

## Tierbestand
Im Zoo Sauvage de Saint-Félicien werden in erster Linie Tierarten aus Nordamerika sowie der Polarregionen gehalten. Der Zoo gilt als weltweit führend in der Haltung nordischer Tiere. Die nachfolgenden Bilder zeigen eine Auswahl dieses speziellen Artenspektrums:

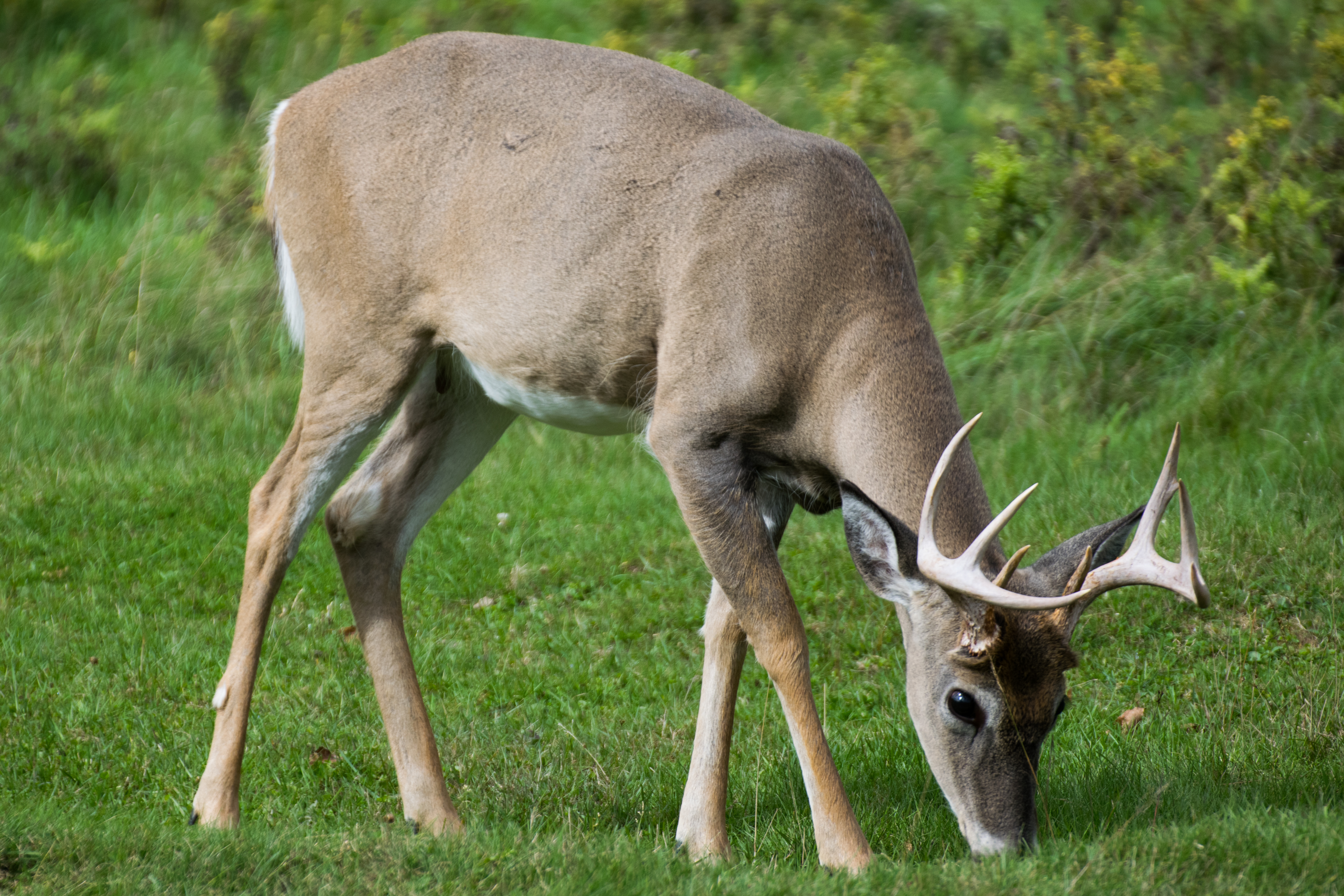
Weißwedelhirsch (Odocoileus virginianus)
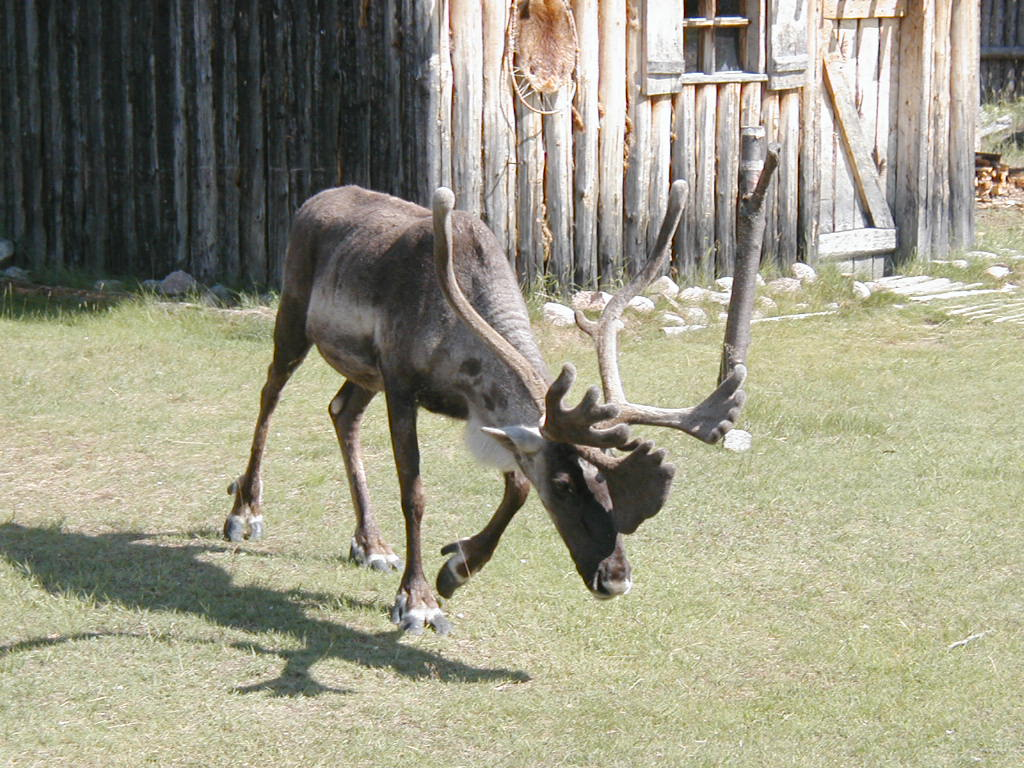
Karibu (Rangifer tarandus)
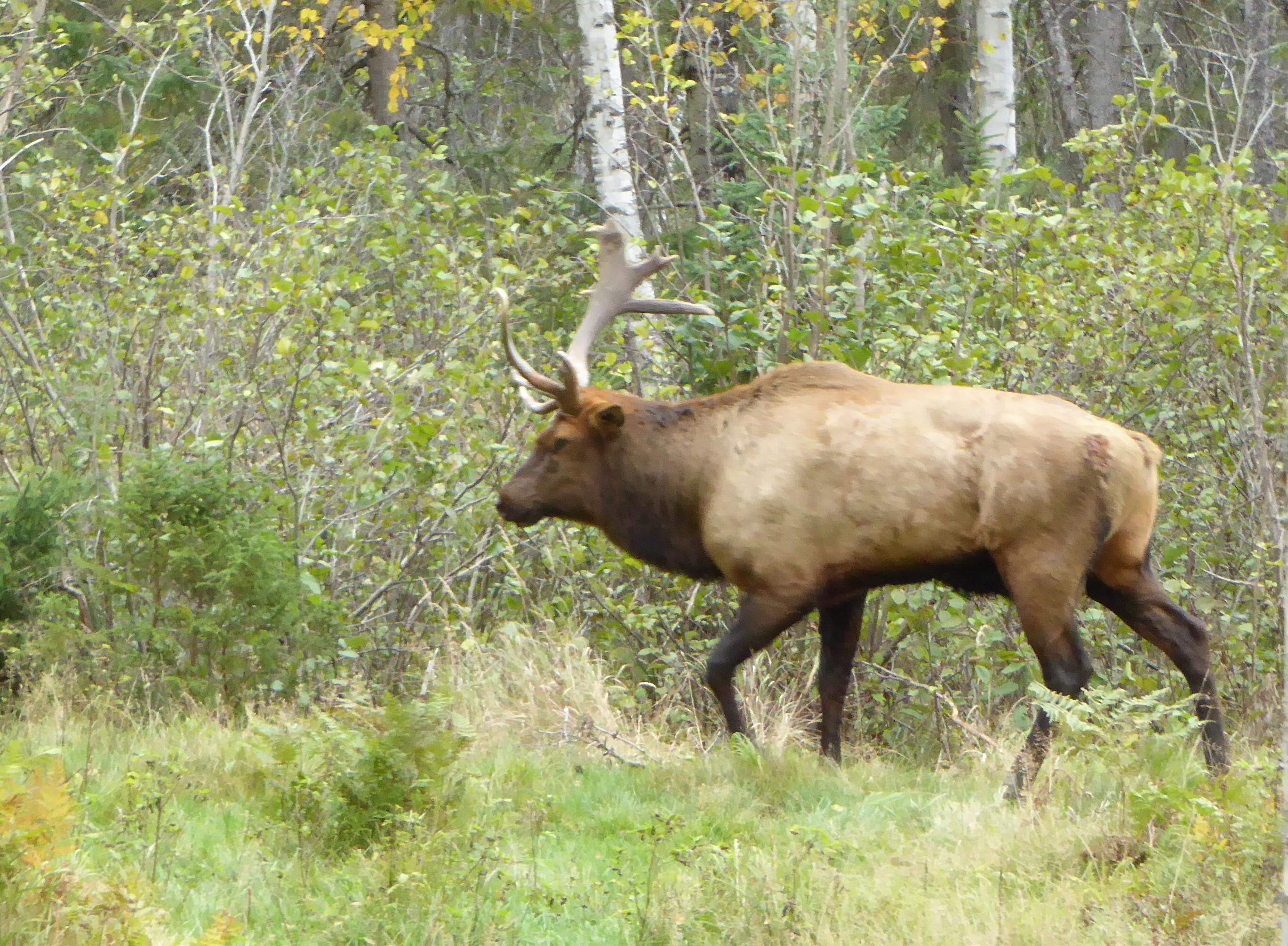
Wapiti (Cervus canadensis)
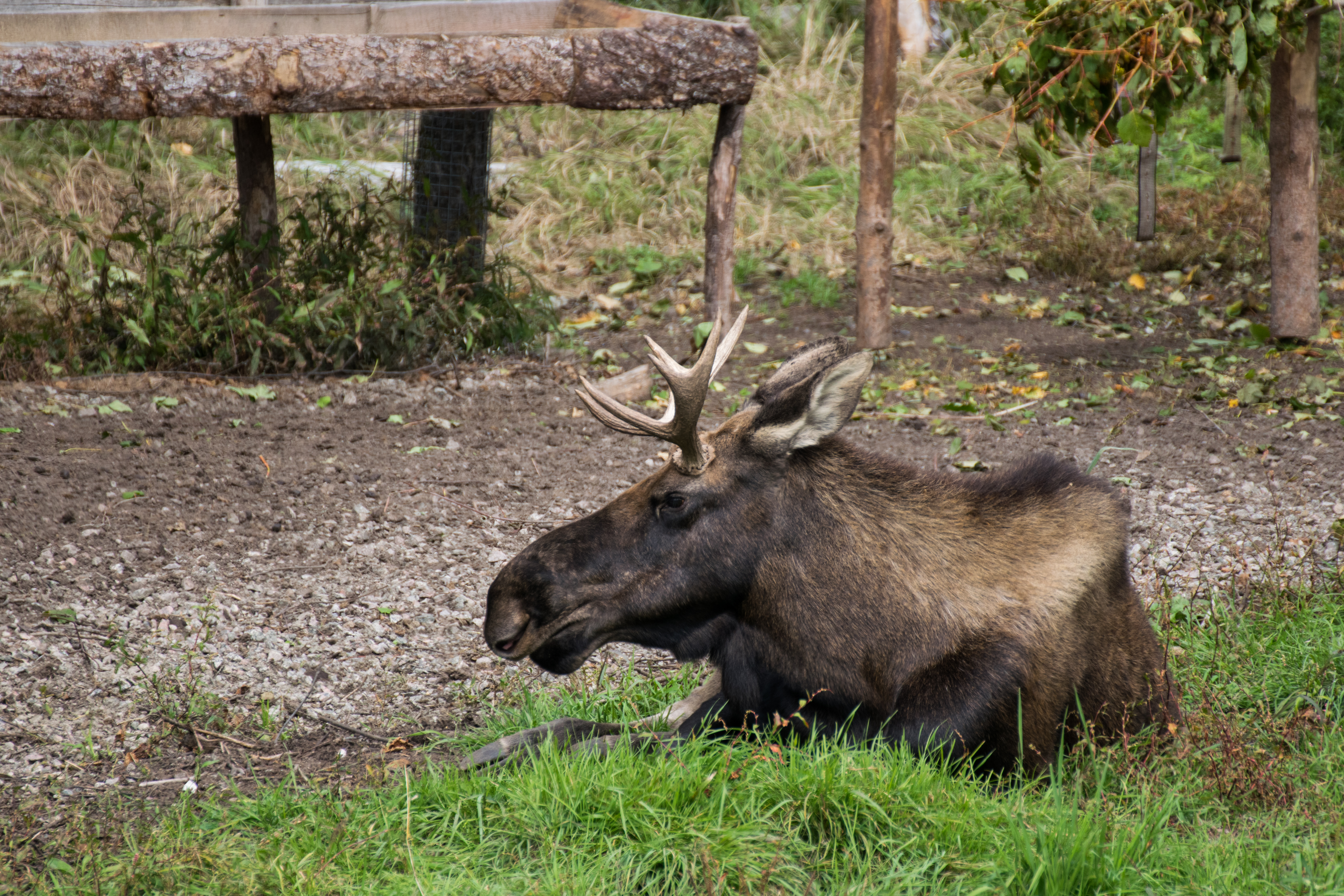
Elch (Alces alces)
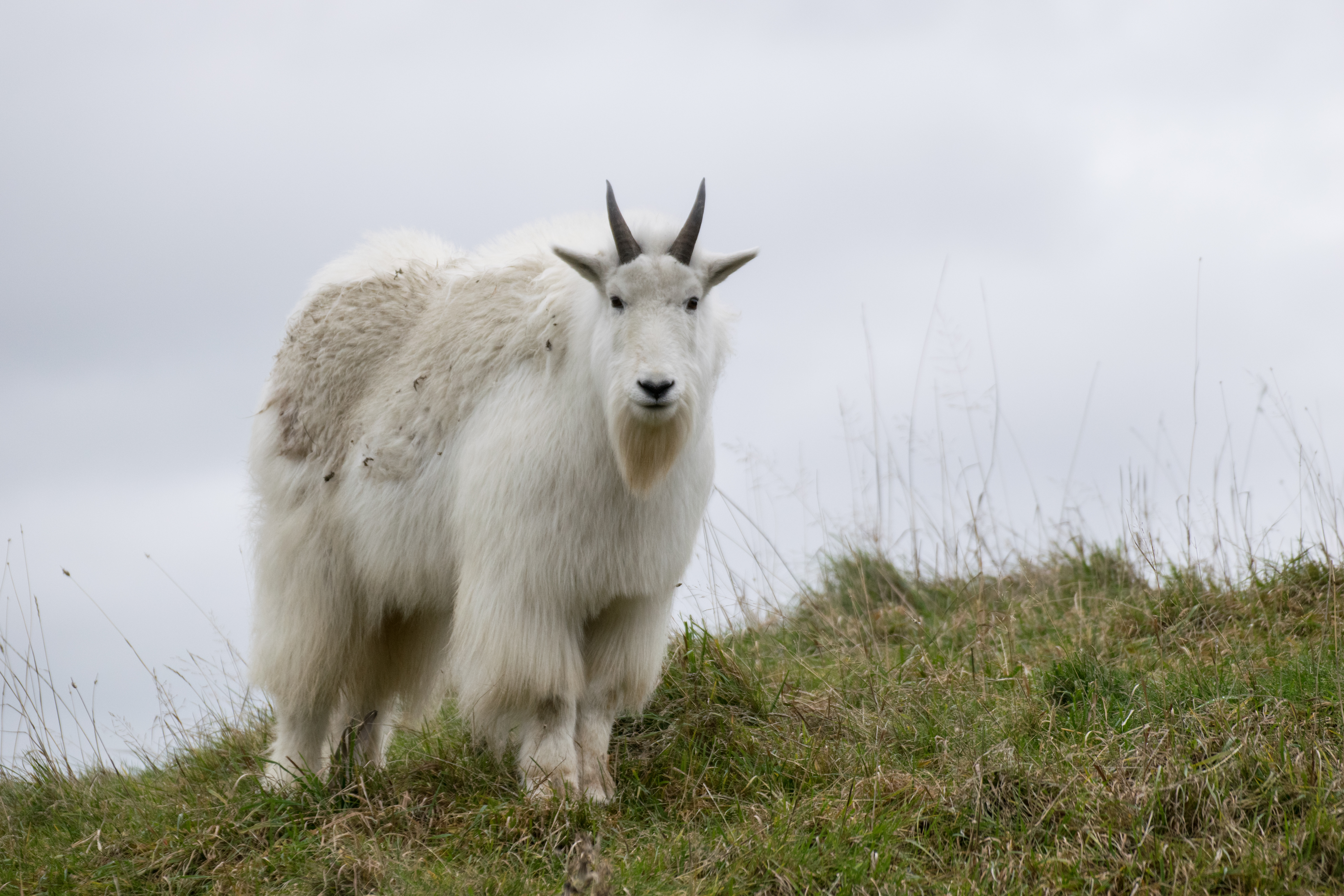
Schneeziege (Oreamnos americanus)
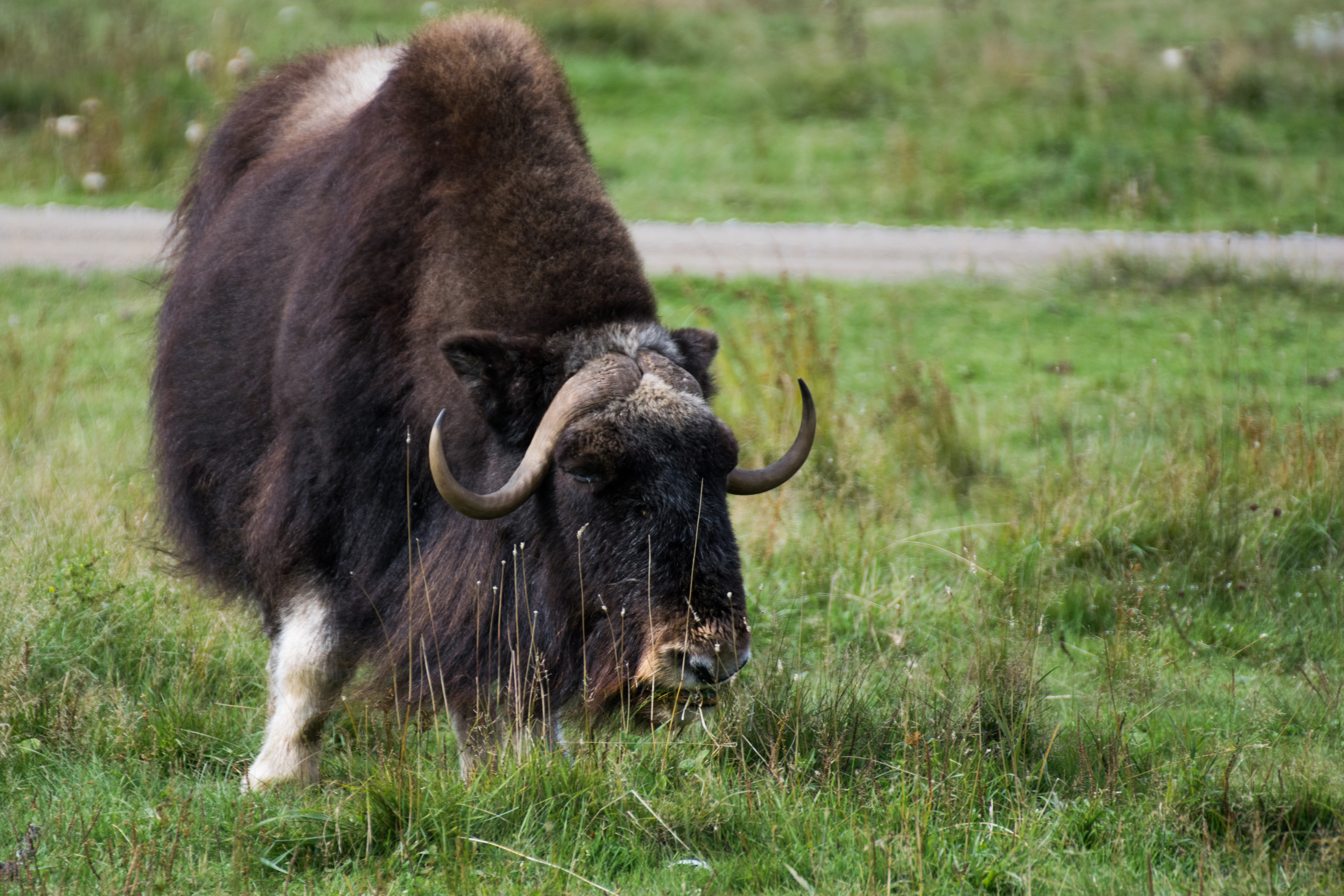
Moschusochse (Ovibos moschatus)
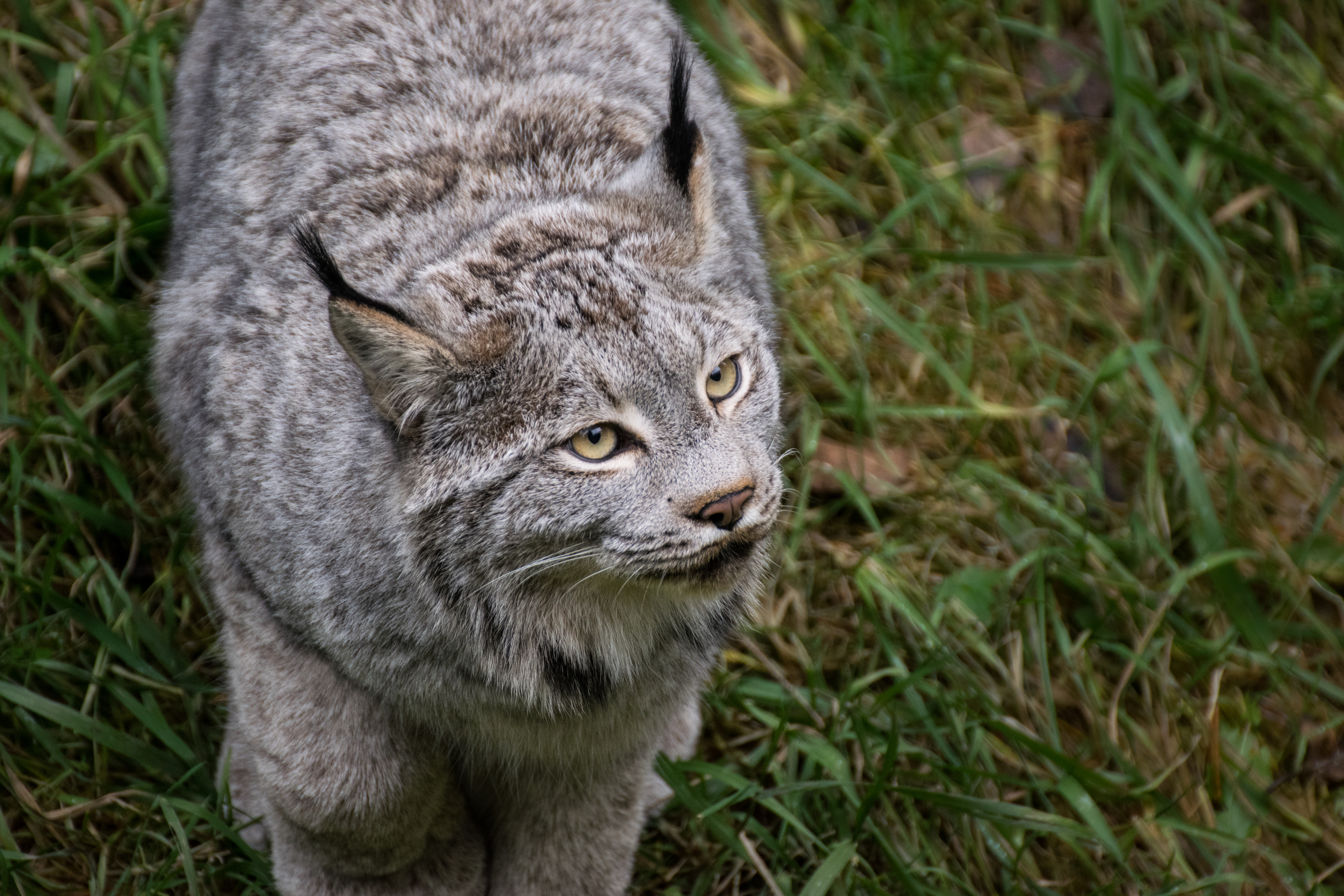
Kanadischer Luchs (Lynx canadensis)
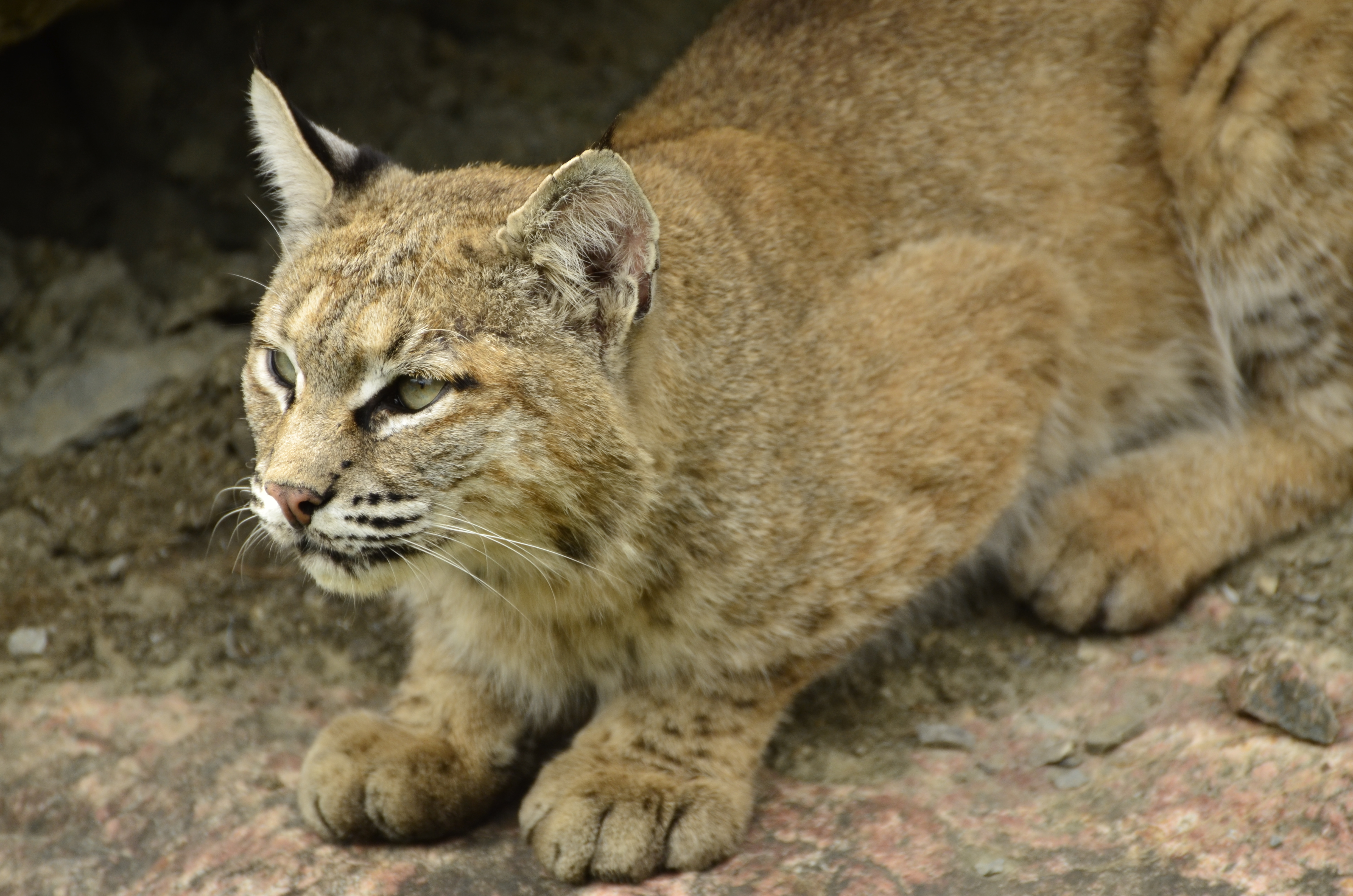
Rotluchs (Lynx rufus)
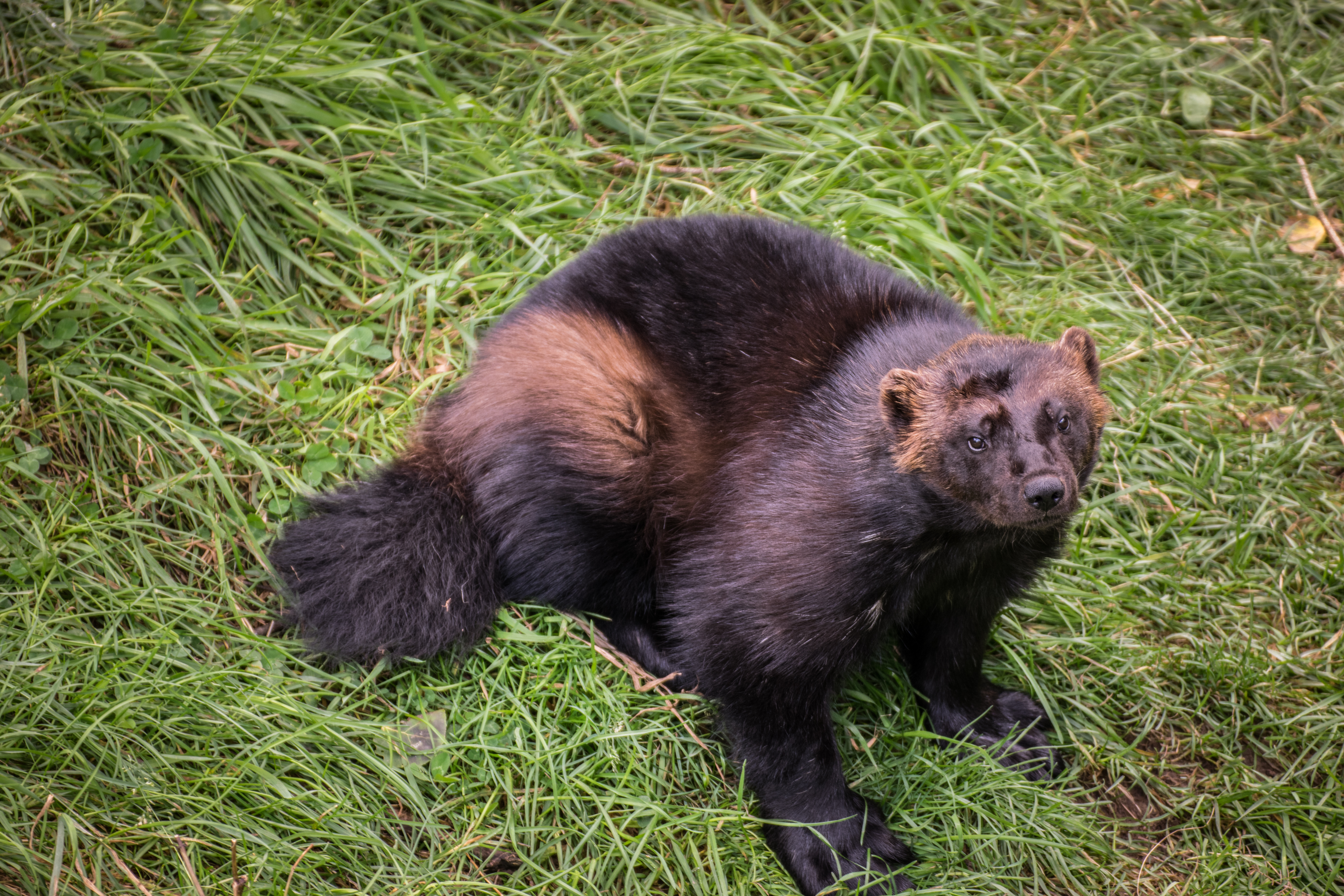
Vielfraß (Gulo gulo)
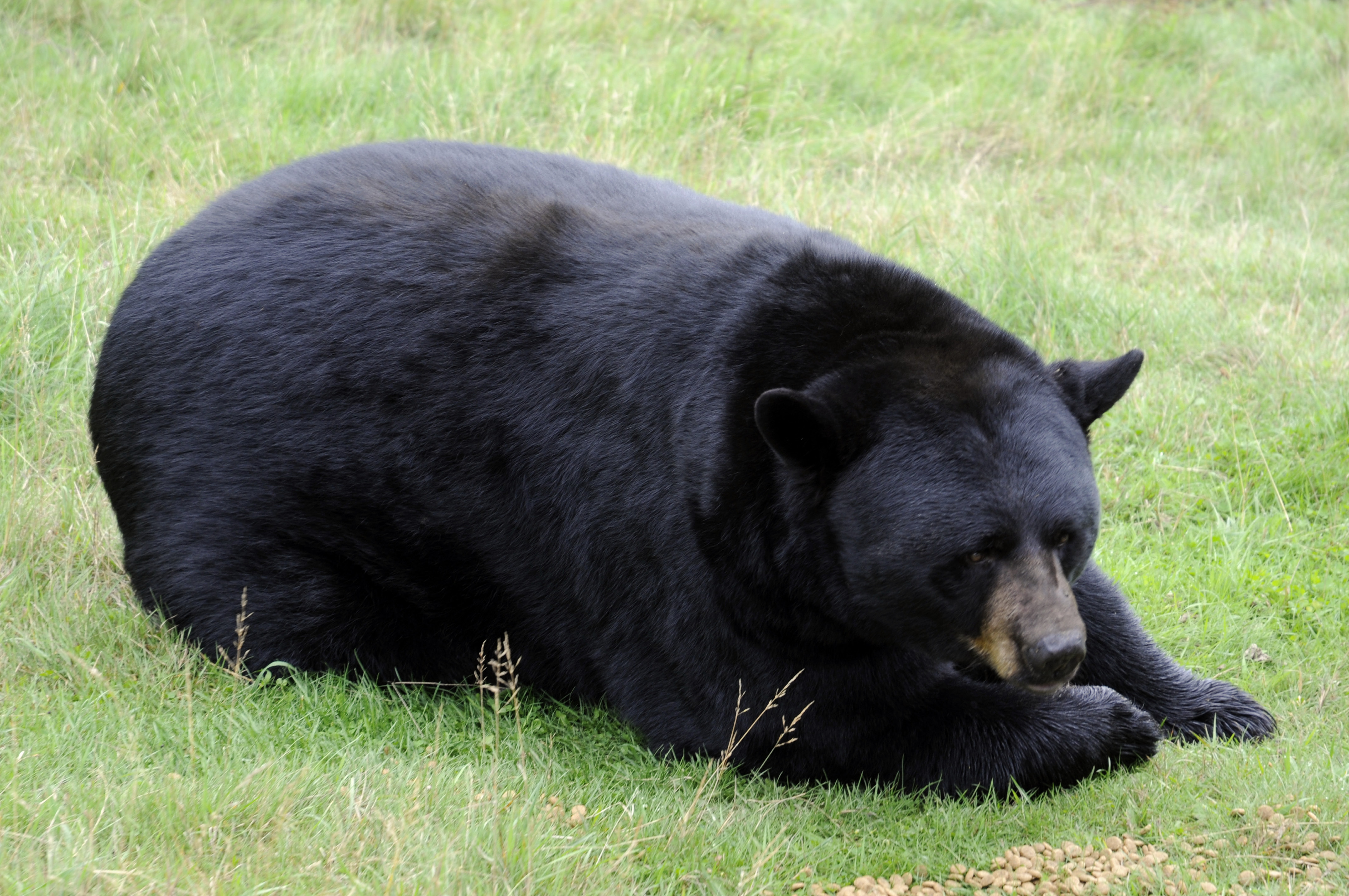
Amerikanischer Schwarzbär (Ursus americanus)
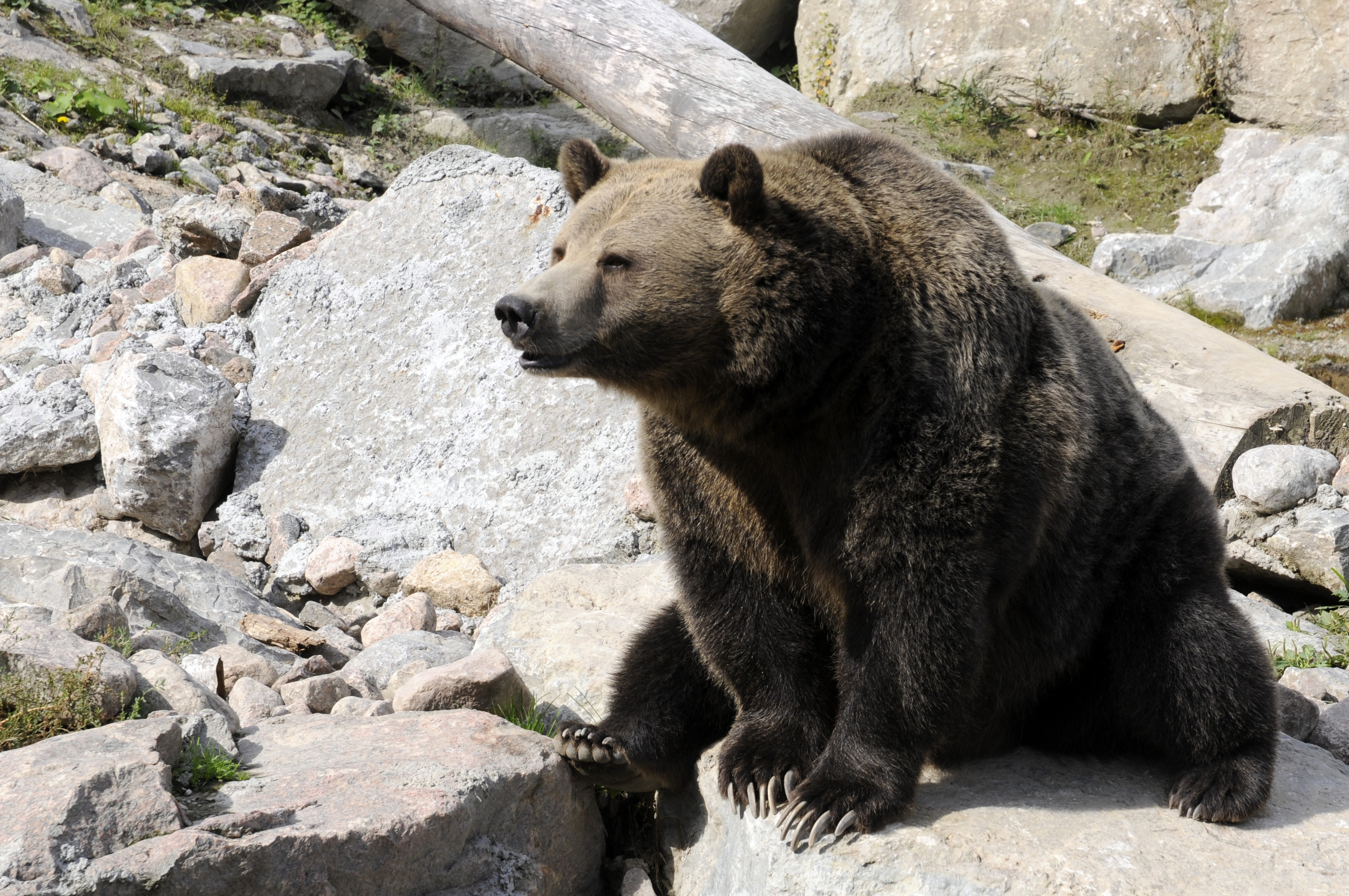
Grizzlybär (Ursus arctos horribilis)
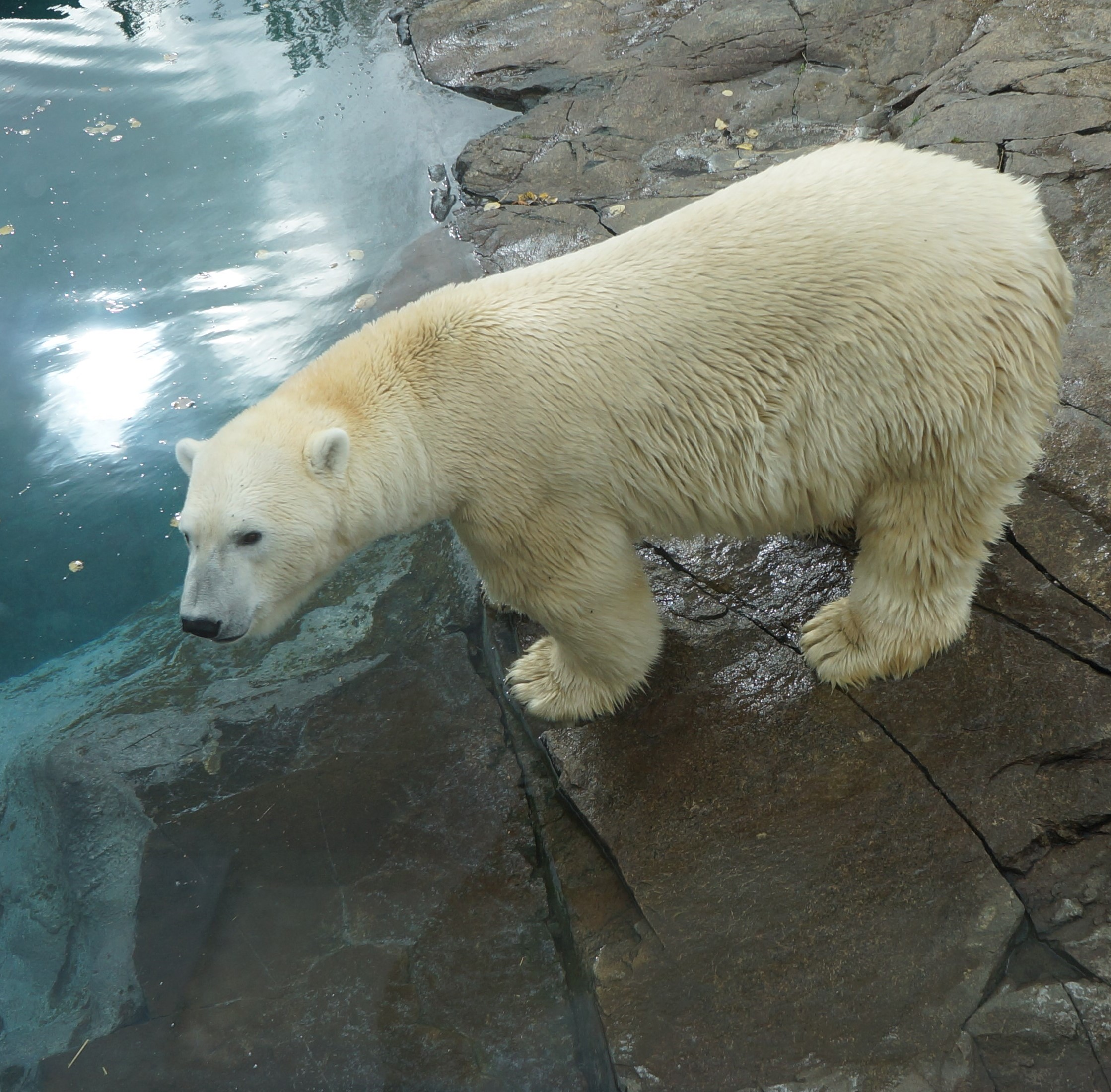
Eisbär (Ursus maritimus)

## Anlagenbereiche
Der Zoo ist in folgende Bereiche gegliedert:
- Arctic ist eine Anlage, in der u. a. Eisbären durch Scheiben unter der Wasseroberfläche beobachtet werden können.
- Im Mixed Forest werden Tiere des Waldes und der Küstenregionen gezeigt.
- Die Sektion Mountain gibt einen Überblick über vorwiegend in gebirgigen Gebieten lebende Tiere.
- Der Nature Trail Park enthält ausgedehnte Prärielandschaften und kann von Besuchern mit einer Zoo-Eisenbahn durchfahren werden.
- Im Land of the Caribou werden Karibus gehalten. Diese können von den Besuchern besichtigt werden, während sie selbst in Kanus auf Bächen, die durch die Anlage führen paddeln.
- Der Bereich Asia enthält Tiere, die der asiatischen borealen Zone entstammen.
- Mongolia gibt einen Überblick über die Fauna der Mongolei.
- Die Mini Farm stellt einen Streichelzoo dar, in dem Kinder Haustiere besichtigen, berühren und füttern können.